# المجلس التنفيذي لإمارة عجمان
المجلس التنفيذي لإمارة عجمان هو مجلس حكومي يضطلع بدور قيادي في إمارة عجمان في مجال وضع السياسات العامة والخطط الإستراتيجية التي تهدف للارتقاء بالخدمات الاقتصادية والاجتماعية والصحية والبيئية والتعليمية والثقافية في الإمارة. تم إنشاء المجلس عام 2003، بهدف زيادة فرص ووسائل معاونة المجلس للحاكم في تصريف شؤون الحكم.

## أهداف المجلس
من أهم أهداف المركز:
- معاونة الحاكم على تعزيز الأمن والنظام والعدالة
- زيادة كفاءة وإنتاجية الدوائر المحلية في الإمارة وضمان توفير جميع المرافق العامة
- ضمان تنفيذ رؤية الإمارة وخططها الاستراتيجية التي تستهدف التنمية الشاملة والمُستدامة
- رعاية مصالح المواطنين والمقيمين في الإمارة، والعمل على رفع مستواهم الاقتصادي والاجتماعي

## أعضاء المجلس
يضم المجلس في عضويته كلاً من:
- الدكتور سعيد سيف المطروشي  أميناً عاماً للمجلس التنفيذي.
- الشيخ أحمد بن حميد النعيمي
- الشيخ عبد العزيز بن حميد النعيمي
- الشيخ راشد بن حميد النعيمي
- الشيخ الدكتور ماجد بن سعيد النعيمي
- الشيخ محمد بن علي النعيمي
- اللواء الشيخ سلطان بن عبد الله بن سلطان النعيمي
- عبد الله محمد المويجعي

## روابط خارجية
الموقع الرسمي للمجلس